# Telelok

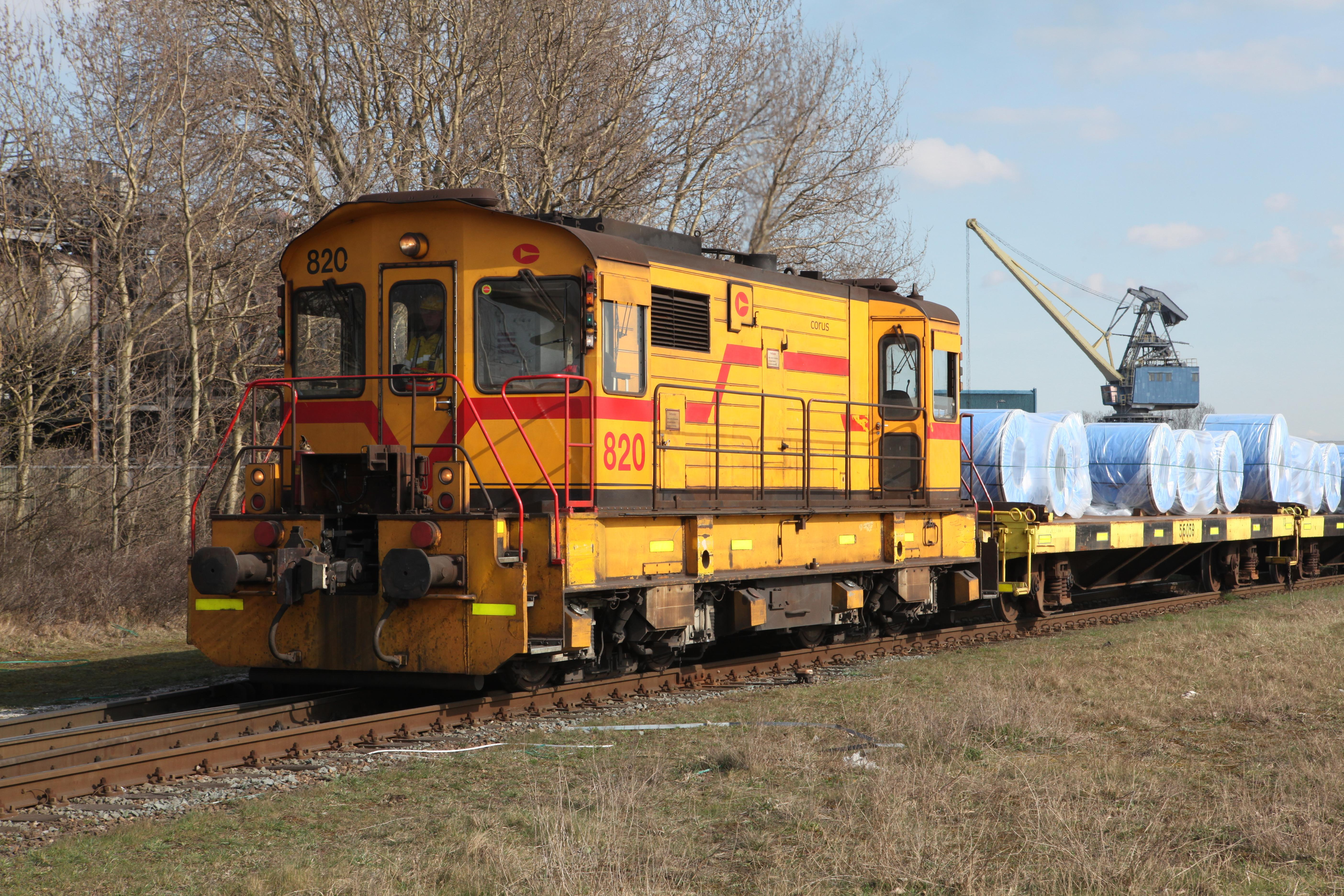
OK MBB 1200 N der Hoogovens, IJmuiden

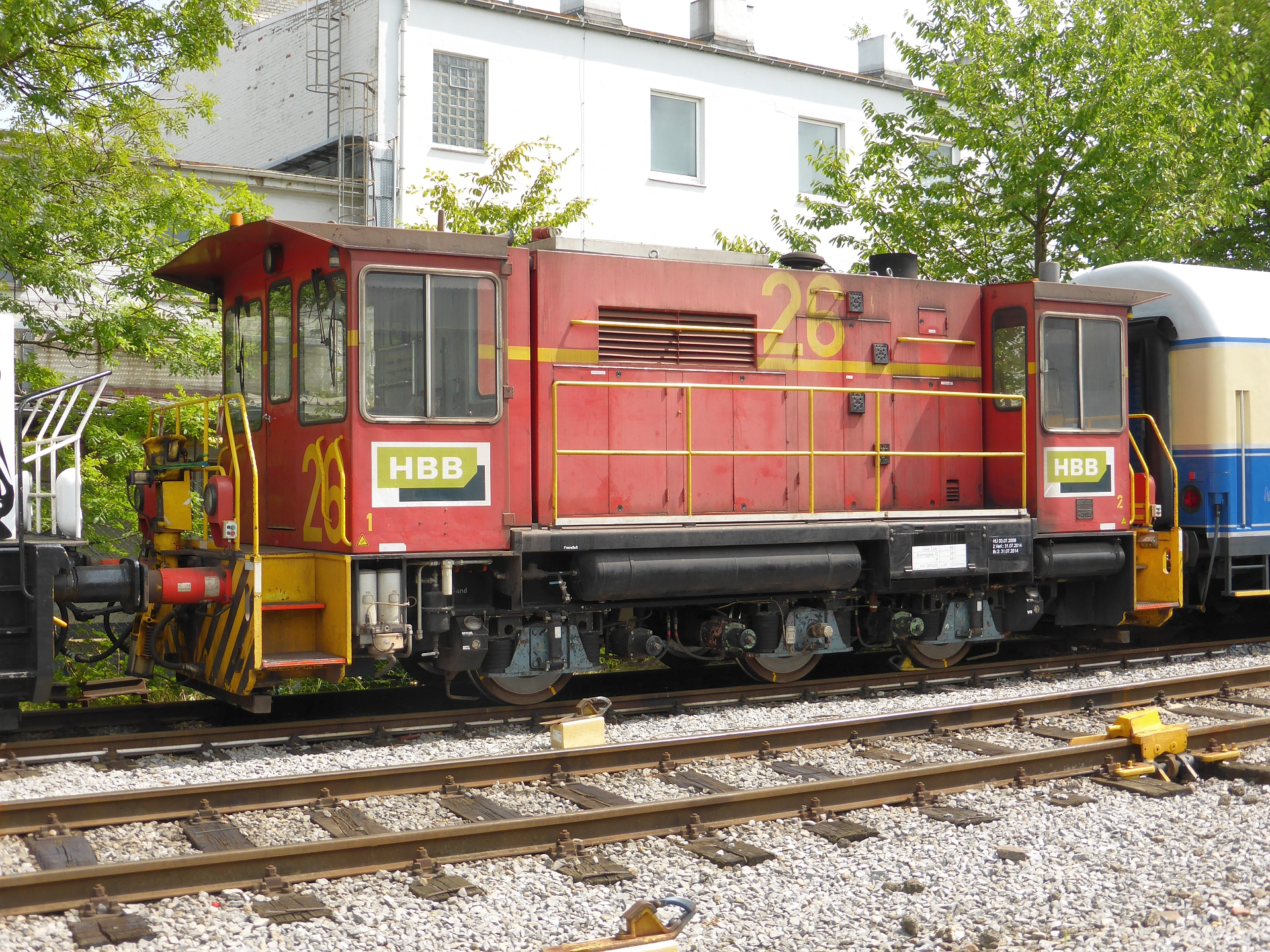
OK MC 800 N der Hansebahn, Bremen

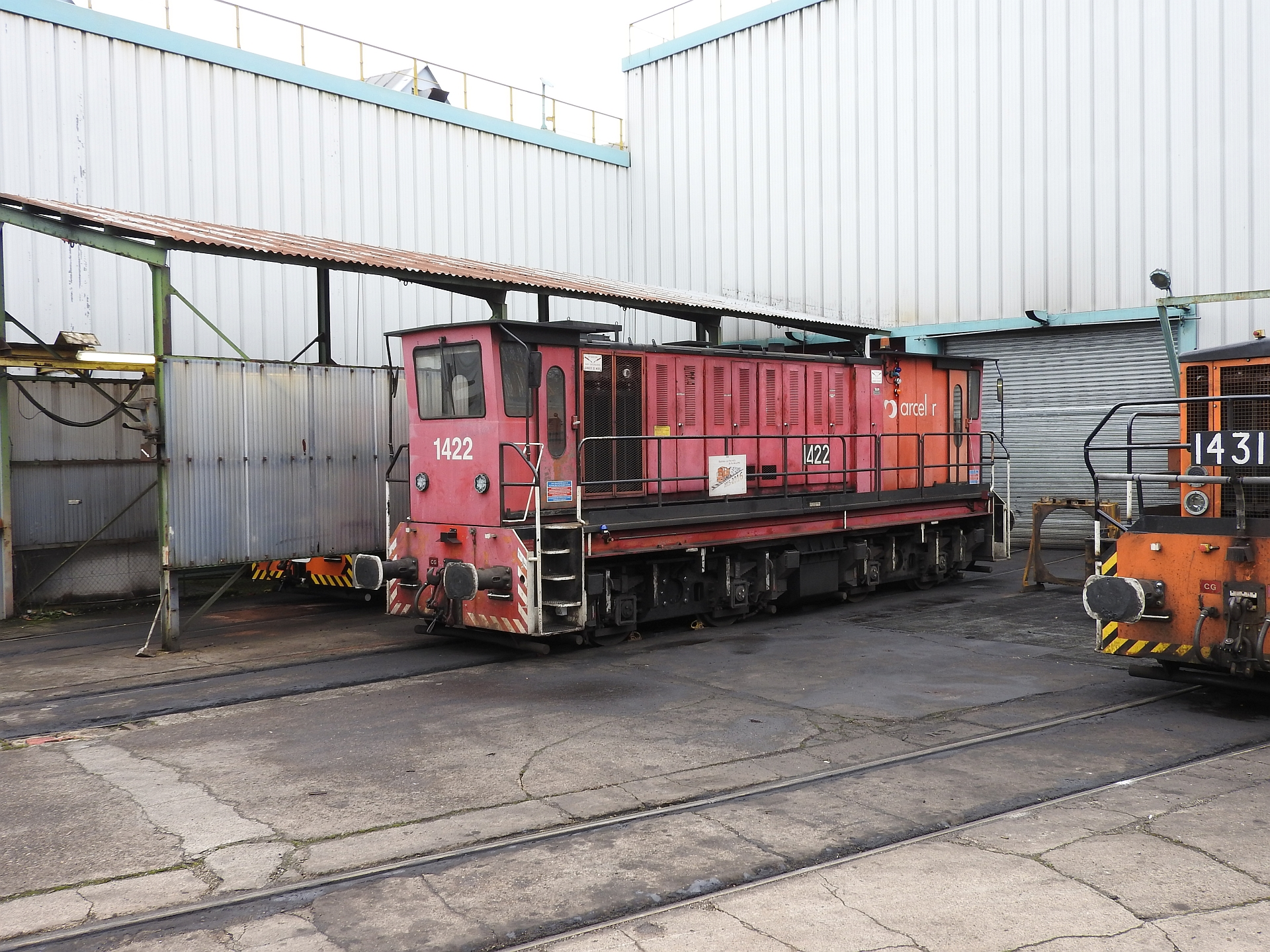
Fauvet-Girel 2600 der ArcelorMittal, Florange

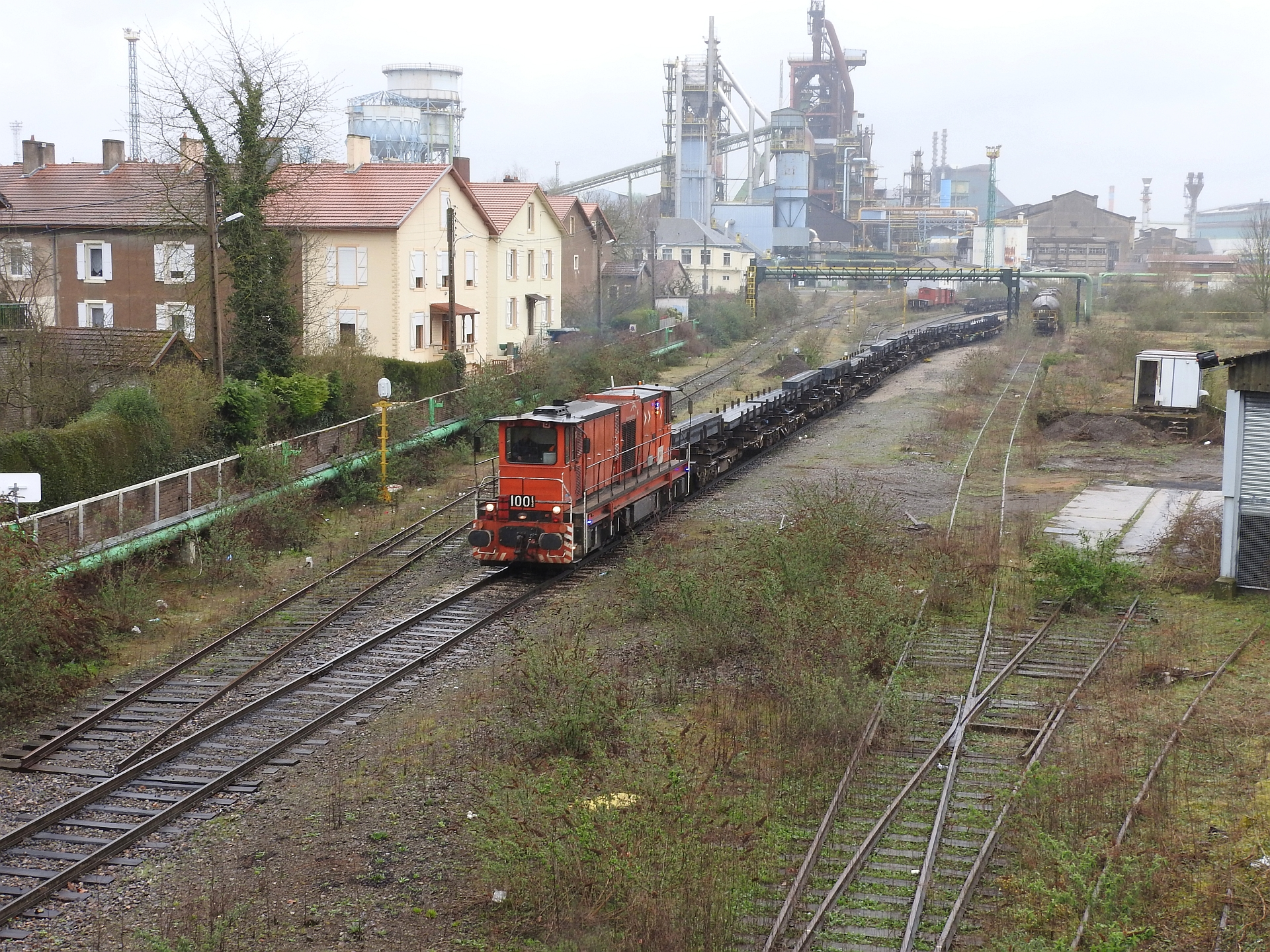
ARBEL Fauvet Rail der ArcelorMittal, Florange

Telelok ist die Kurzbezeichnung einer in Deutschland gebauten funkgesteuerten Rangierlokomotive mit zwei Endführerständen.

## Geschichte
Während bei der Deutschen Bundesbahn erst ab Mitte der 1980er Jahre Lokomotiven der Baureihen Köf III und V 60 in Serie mit einer tragbaren Funkfernsteuerung (FFS) umgerüstet wurden – und ab Mitte der 1990er Jahre Maschinen der Baureihe V 90 – gab es an Industriebetriebe schon seit den 1970er Jahren Lieferungen solchermaßen ausgerüsteter Rangierlokomotiven. Während der Rangieraufgaben stand der Lokrangierführer auf einem der vier Rangierstände hinter der Pufferbohle und steuerte die Lok über ein umgehängtes Fernsteuerbediengerät. Bei entsprechender Reichweite der FFS kann auch bei geschobenen Zügen auf die Besetzung der Lokomotive auf dem Führerstand verzichtet werden. Für den gemischten, schweren Rangier- und Streckendienst auf Industriebahnen gab es Überlegungen, die Rangierfahrten effizienter zu gestalten und anstelle des nur noch bei Leer- oder Streckenfahrten genutzten Mittelführerstandes je einen Endführerstand zwischen den Rangierständen zu bauen. Orenstein und Koppel (O&K) entwickelte als erster deutscher Hersteller auf der Basis der an die Hoesch Hüttenwerke AG in Dortmund und die Mannesmann Hüttenwerke AG in Duisburg gelieferten Mittelführerstandslokomotiven MBB 1200 N eine Ausführung mit zwei Endführerständen für die holländischen Hüttenwerke ESTEL Koninklijke Hoogovens in IJmuiden. Von 1999 bis 2007 war der Standort IJmuiden Bestandteil der Corus und gehört heute zu TATA Steel.

## Baureihen
Die ersten dieselhydraulischen, im Jahre 1976 gebauten Teleloks von O&K für die ESTEL wurden hinsichtlich ihrer Funktionalität in enger Zusammenarbeit mit dem Besteller entwickelt, es wurde sogar ein 1:1-Model entworfen. Technisch griff man auf die Konstruktion der schweren, vierachsigen Drehgestell-Lokomotiven MBB 1200 N zurück. Von den sechs gebauten Maschinen war Anfang der 2010er Jahre noch die Hälfte in Dienst.
Für den deutschen Markt lieferten im Jahre 1979 als Erste Henschel zwei und O&K eine dreifach gekuppelte dieselhydraulische Telelok
an die Thyssen Henrichshütte AG in Hattingen und das Stahlwerk in Bremen. Die zwei Henschel Lokomotiven für Hattingen beruhen auf der Konstruktion der zu diesem Zeitpunkt in knapp zwei Dutzend Exemplaren gefertigten DHG 700 C, diejenige von O&K mit der Bezeichnung MC 800 N auf der in geringer Stückzahl gefertigten MC 700 N. Die beiden Henschel-Lokomotiven quittierten ihren Dienst kurz nach der Jahrtausendwende und standen 2008 bei der schwedischen EuroMaint Rail am Standort Delitzsch, auch das Einzelstück von O&K blieb nur zwei Dekaden bei seinem Erstbesteller und wurde an die Rangier-, Service- und Transportgesellschaft (RST) in St. Ingbert verkauft. Das Delitzscher Schienenfahrzeugwerk wurde 2016 an die Iberia Industry Capital Group Sarl verkauft und firmiert fortan als RailMaint GmbH.
Für die Dortmunder Eisenbahn entwickelten O&K und BBC eine dieselelektrische Variante in dieser Bauweise mit der Bezeichnung MEC 502, die ab Ende 1980 in den Betriebsdienst gelangte. Diese Serie umfasste nur vier Maschinen, die nach nicht einmal 20 Dienstjahren in die Niederlande verkauft wurden.
Nach der Einstellung des Lokomotivbaus bei O&K bezog die Dortmunder Eisenbahn in den Jahren 1982 bis 1988 weitere dieselelektrische Teleloks aus dem Hause
Krauss-Maffei, die den MEC 502 äußerlich sehr ähnlich waren, aber konstruktiv auf der im eigenen Hause gebauten Krauss-Maffei ME 05 beruhten. Diese Exemplare
wurden nach teilweise nicht einmal 15 Dienstjahren abgestellt und später verkauft oder verschrottet. Alle noch existierenden Lokomotiven der Baureihe rangieren heute bei dem Eisenbahnverkehrsunternehmen Logistik-Service (LogServ) der voestalpine in Linz.
Die Union Sidérurgique du Nord de la France (USINOR) ließ für ihre umfangreiches Werksbahnnetz am Standort der vormaligen Société Lorraine de Laminage Continu S.A. (SOLLAC) im lothringischen Florange einige wenige Lokomotiven der Bauart Fauvet-Girel 2600 anlässlich der Umrüstung mit FFS auf Endführerstände umbauen. Diese sind bis heute im Einsatz. Drei weitere Maschinen für diese Bahnen wurden in ähnlicher Bauart als Teleloks von Arbel Fauvet Rail geliefert und sind ebenfalls noch im schweren Rangierdienst im Einsatz.

## Modell
Die Außenseiter unter den Rangierlokomotiven gibt es für die Modelleisenbahn, wenn auch nur als Gehäusebausatz für den Maßstab 1:160 (N).